# День филолога
День филолога — профессиональный праздник людей, посвятивших свою жизнь филологии. В России праздник отмечают вслед за Днем славянской письменности и культуры — 25 мая. Праздник отмечается и в ряде других стран. Этот праздник объединяет лингвистов, литературоведов, учителей и преподавателей в области языка и литературы, библиотекарей, переводчиков-филологов и всех, кто имеет филологическое образование.
Сама наука филоло́гия (от др.-греч. φιλολογία, «любовь к слову, любословие) —  название группы дисциплин (лингвистика, литературоведение, текстология и др.), изучающих письменные тексты и на основе стилистического, языкового и содержательного анализа — историю и сущность духовной культуры данного общества.

## История филологии
Филология сформировалась как наука в XVII в. в Европе. Её предшественником была наука, предметом исследования которой были язык, история, культура, философия. Уже в III в. до н.э. появились первые комментарии к текстам в Греции и Древней Индии. Слово «филология»  встречается у М. В. Ломоносова не менее трех раз, дважды в заглавиях его трудов: в 7 и 9 томах полного собрания его сочинений, и один раз в "Кратком руководстве к красноречию", том 7, стр. 340, где некий Филипн говорит: "Истинно я начну и постараюсь, чтобы мне из Филипна сделаться филологом". Ломоносов делает примечание, что значит для Филипна сделаться филологом. Это же слово, филология, так обсуждается у В. К. Тредиаковского: «…полуденного солнца яснее, что вся вообще филология … самою вещию есть токмо что элоквенция», которая «управляет, умножает, утверждает…, повсюду сияет и объединяет все науки и знания, ибо все они токмо чрез элоквенцию говорят».
В России «словесные науки» стали широко именоваться «филологическими» только в середине XIX века. Сначала был назван историко-филологическим факультет СПбГУ (до 1850 г. факультет исторических и словесных наук), потом К. П. Зеленецкий написал «Введение в общую филологию» в 1853 г. Проникновение термина «филология» в широкие массы связано с первым специальным российским научным журналом «Филологические Записки», издававшимся под редакцией А.А. Хованского в Воронеже с 1860 года.
Трактовка филологии как науки со временем менялась. Филологию стали понимать как совокупность наук, которые изучают культуру народа, его литературу, историю и язык.